# Moléans
Moléans är en kommun i departementet Eure-et-Loir i regionen Centre-Val de Loire strax norr om centrala Frankrike. Kommunen ligger i kantonen Châteaudun som tillhör arrondissementet Châteaudun. År 2022 hade Moléans 442 invånare.

## Befolkningsutveckling
Antalet invånare i kommunen Moléans
Referens:INSEE